# إم. نايت شيامالان
مانوج نايت شيامالان சியாமளன்‍ (ولد في 6 أغسطس، 1970)، مخرج وكاتب ومنتج أمريكي من أصل هندي وأيقونه من أيقونات الرعب النفسي المعاصر بدأ حياته الفنية في عام 1992 عبر فيلم Praying with anger الذي كتبه وانتجه واخرجه بنفسه ولكنه لم يحصل على أي نجاح يذكر في شباك التذاكر وتبعه بفيلم فاشل آخر وكانت بداية نجاحه بكتابته وأخراجه فيلم الحاسة السادسة الذي ترشح لستة جوائز أوسكار , أخرج عدة أفلام منها غير قابل للكسر والإشارات والقرية.

## نشأته
ولد مانوج شيامالان في مدينة بونديتشيري في الهند وبعد 6 أسابيع من ولادته انتقلت عائلته إلى فيلادلفيا وقد درس وتخرج من جامعة نيويورك في 1992  لقد بدأ عشق صناعة الأفلام لديه منذ أن كان في الثامنة من عمره عندما حصل على كاميرا من طراز super – 8، وعندما بلغ السابعة عشر من عمره كان شاملان الذي يعشق سبلبيرج قد انجز 45 فيلم منزليا وبعد أن التحق ليكمل دراسته في المدرسة الكاثوليكية درس شاميلان صناعة الأفلام في مدرسة الفنون التي تدعى (TISH) تخرج منها 1992 وفي ذات السنة انجز أول فيلم له Praying with Anger والذي فشل تجاريا وأول عرض ضخم له كان في فيلم (Wide Awake - يقظا جدا) من إنتاج عام 1998 وقد صور أجزاء من هذا الفيلم في المدرسة الكاثوليكية التي درس بها، ويروي الفيلم قصة طالب كاثيلويكي يحاول أن يتاقلم مع وفاة جده الفيلم كان من بطولة روبرت لوجويا وروزي أودانيل وقد فشل في شباك التذاكر.

## مسيرته الفنية
قدم نايت شيامالان لسينما الرعب خلال مسيرته الفنية حتى اليوم تسعة أفلام، انتهى ثلاثه منها بإسلوب المفاجئة الذي تميز به، ويمتلك شيامالان عادات غريبة تذكرنا بمخرج الرعب الشهير ألفريد هتشكوك فهو يهوى الظهور في افلامه ولو في لقطة عابرة كما يعشق أسلوب الرعب النفسي المتطور.
بدأ نايت شيامالان مسيرته الفنية بفيلم الحاسة السادسة والذي حصل على 6 ترشيحات لجوائز الأوسكار في 1999 منها جائزة أفضل فيلم وأفضل إخراج.
بدأت شهرته الفعلية عام 1999 حين قدم لأول مره فلم رعب من تأليفه وإخراجه الحاسة السادسة من بطولة النجم بروس ويليس، كان الفيلم يقدم رعبا نفسيا راقيا بأسلوب متطور كما وضع شيامالان نهاية مفاجأة للجماهير بأسلوب جديد فقفز الفيلم بقوة في شباك التذاكر الأمريكية قبل أن يقفز أيضا اسم شيامالان على مستوى العالم ويتحول إلى ظاهرة رعب جديده في عالم الرعب.
وفي عام 2000 قام شاميلان بإخراج فيلم تشويقي آخر خارج عن المألوف غير قابل للكسر ومرة أخرى مع الممثل بروس ويليس والممثل صامويل جاكسون تم إطلاق الفيلم في عام 2000 وحصل على استحسان بعض من النقاد ودخل لفترة وجيزة في شباك التذاكر غير قابل للكسر احتفظ بحس الإخراج الذكي من فيلمه السابق الحاسة السادسة وقد حقق الفيلم نجاحا جيدا في شباك التذاكر.
وفي عام 2002 قدم شيامالان فيلم غريب آخر بعنوان الإشارات ويتحدث هذا الفيلم عن عائلة تتكون من أب وطفلين وبالإضافة إلى عمهم، يكتشفون وجود دوائر غريبة في مزرعتهم، والاغرب ان مثل هذه الدوائر ظهرت في أكثر من منطقة حول العالم مما جعل الناس يتهافتون إلى مشاهدتة الفيلم حصد الفيلم نجاحا كبيرا على المستوى النقدي والجماهيري واستمر في شباك التذاكر لاسابيع طويلة.
وفي عام 2004 قدم فيلما جديدا بعنوان القرية يحكي الفيلم عن قصة مجموعة من الناس تعيش في قرية بسيطة، تحاصر هذه القرية غابة مليئة بمخلوقات مفترسة مرعبة التي تثير الخوف في نفوس الساكنين في تلك القرية وتهدد حياتهم، ولكن ما وراء تلك الغابة وما السر في تلك المخلوقات كعادة ام شيامالان في صنع نهاية غريبة وغير متوقعة في هذا الفيلم.

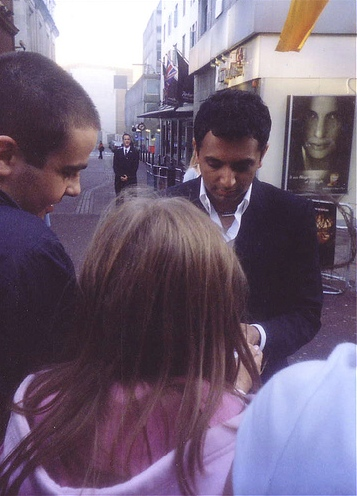
إم. نايت في العرض الأول من فيلم القرية

وفي عام 2006 قام شيامالان بكتابة وإخراج Lady in the Water سيدة في الماء الفيلم فشل بشكل ذريع وحصل على انتقادات سلبية كثيرة وفي هذا الفيلم يدخلنا في عالم الغموض والتشويق حين يروي لنا قصة السيد كليفلاند هيب مدير إحدى المجمعات السكنية في فيلادلفيا الذي يعثر في إحدى الليالي على فتاة غامضه في حوض السباحة التابع للمبني الذي يديره ويكتشف انها فتاة تائه من عالم آخر.
ثم في 2008 تعاون المخرج مع الممثل مارك والبيرغ في الحدوث والذي يحكي قصة فيروس غريب يصيب الناس برغبة في الانتحار وقد حقق نجاحا جيدا في شباك التذاكر.
في 2010 فيلم ذا لاست إيربندر المستوحى من المسلسل المتحرك الذي تنتجه قناة نكلودين أفاتار:ذا لاست ايربندر.

## الانتقادات
على الرغم من حصوله على انتقادات ايجابية خصوصا في فيلم الحاسة السادسة الذي وصف بأن إخراجه أفضل من نص الفيلم ولكن معظم الانتقادات السلبية تأتي من أسلوب نهاية أفلام نايت شيامالان الذي تتصف بخروجها من النطاق الأصلي والنهائية المفاجئة والغريبة لمعظم أفلامه التي لاقت الكثير من الأنتقادات وفي مقابلة له مع صحيفة ذي إندبندنت البريطانية قال «الأعتبارات الخاطئة عني هي أن أفلامي جميعها مخيفة أو ان جميعها لها خواتم غريبة وغير متناسقة والحقيقة أن جميع أفلامي روحية وذات محتوى عاطفي».

## قائمة بأفلامه
| العام | الفيلم          | جائزة الأوسكار | جائزة الأوسكار | BFTA    | BFTA | Golden Globe | Golden Globe |
| العام | الفيلم          | ترشيحات        | فوز            | ترشيحات | فوز  | ترشيحات      | فوز          |
| ----- | --------------- | -------------- | -------------- | ------- | ---- | ------------ | ------------ |
| 1992  | الصلاة بغضب     |                |                |         |      |              |              |
| 1998  | يقظ جدا         |                |                |         |      |              |              |
| 1999  | الحاسة السادسة  | 6              |                | 4       |      | 2            |              |
| 2000  | غير قابل للكسر  |                |                |         |      |              |              |
| 2002  | الإشارات        |                |                |         |      |              |              |
| 2004  | القرية          | 1              |                |         |      |              |              |
| 2006  | سيدة في الماء   |                |                |         |      |              |              |
| 2008  | الحدوث          |                |                |         |      |              |              |
| 2010  | ذا لاست إيربندر |                |                |         |      |              |              |
| 2013  | بعد الأرض       |                |                |         |      |              |              |
| 2017  | انقسام          |                |                |         |      |              |              |